# Liste des dieux de la fertilité
Un dieu de la fertilité est un dieu associé à la virginité, la grossesse ou la naissance.

## Mythologie africaine
- Denka, dieu Dinka (peuple) du ciel, de la pluie et de la fertilité

## Mythologie arménienne
- Aramazd, dieu créateur et source de la fertilité sur Terre

## Mythologie aborigène australienne
- Ungud, dieu ou déesse serpent, des arcs-en-ciel, de la fertilité et de l'arrivée de nouveaux shamans dans la tribu
- Wollunqua, dieu serpent de la pluie et de la fertilité

## Mythologie aztèque
- Tonacatecuhtli, dieu de la nourriture et de la fertilité
- Xochipilli, dieu de l'amour, de l'art, des jeux, de la beauté, de la danse, des fleurs, du maïs, de la fertilité, et du chant

## Dieux cananéens
- Baal, nom d'un nombre de dieux ayant la fertilité dans leurs attributions

## Mythologie celtique
- Cernunnos, dieu cornu associée à la fertilité

## Mythologie égyptienne
- Amon, dieu créateur, associé à la fertilité
- Bès, dieu protecteur de la maison associé à la musique, à la danse, et aux plaisirs sexuels
- Harsaphes, dieu de la création et de la fertilité
- Min, dieu de la fertilité et de la reproduction
- Osiris, dieu funéraire et juge des âmes, ainsi que dieu des flots du Nil et, par là-même, dieu de la fertilité
- Sobek, dieu de la rivière, de la guerre et de la fertilité

## Mythologie étrusque
- Fufluns, dieu du vin, de la fête, de la vie végétale, du bonheur, de la santé et de la croissance

## Panthéon finnois
- Äkräs, dieu de fertilité

## Mythologie germanique
- Freyr, dieu de la fertilité

## Mythologie grecque

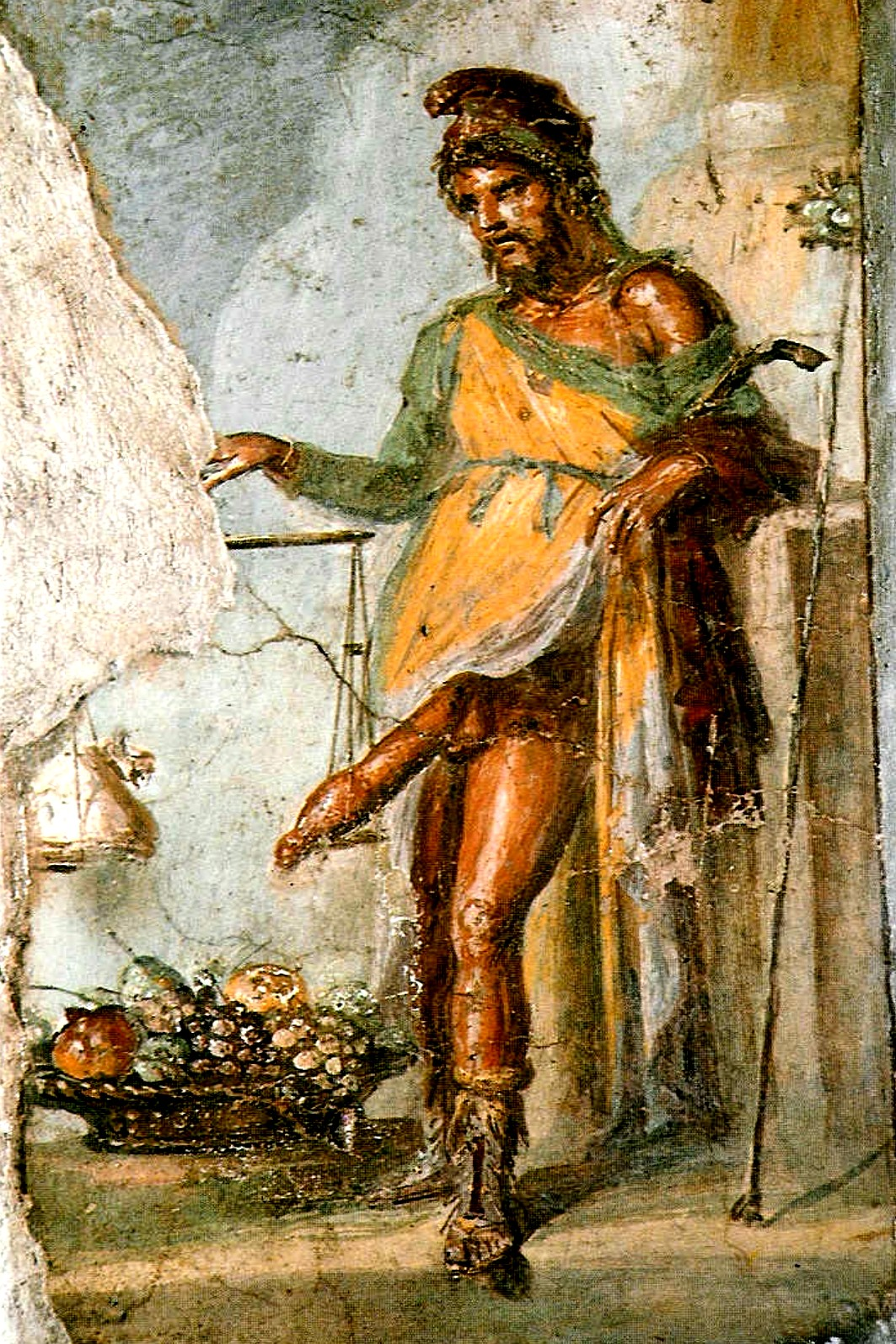
Priape, dieu grec de fertilité, des jardins et des parties génitales de l'homme

- Éros, dieu de l'Attirance sexuelle, de l'Amour, de la Fertilité et de la Beauté
- Aphroditos, dieu de l'unité de l'homme et de la femme, de la Lune et de la fertilité, identifié à Hermaphrodite
- Gaïa et Rhéa, la Terre-Mère et la Mère des dieux (Magna Mater) rattachée à Cybèle
- Poséidon, dieu de la Mer, des Tempêtes, des Tremblements de terre, associé à la fertilité marine
- Dionysos, dieu du Vin et de la Végétation
- Pan, dieu des Bergers, des Troupeaux, des Montagnes sauvages, de la Chasse et de la Musique rustique
- Priape, dieu rustique de la fertilité, protecteur du bétail, des plantes fruitières, des jardins et des parties génitales de l'homme

## Mythologie hawaïenne
- Kamapua'a, demi-dieu de fertilité
- Laka, dieu de la hula, de la danse et de la fertilité
- Lono, dieu de la fertilité, de l'agriculture, de la chute de la pluie, et de la musique

## Mythologie hindoue
- Tchandra, dieu lunaire associé à la fertilité

## Mythologie inca
- Pachacamac, créateur du monde

## Mythologie amérindienne
- Kokopelli, personnage mythique souvent représenté comme un joueur de flûte bossu, magicien farceur, faiseur de pluie, guérisseur, séducteur et fertilisateur

## Mythologie nordique
- Frigg, Ase associée à la prophécie, au mariage et à l'enfantement

De façon générale, les Vanes sont les divinités associées aux cultes de la fertilité, de la fécondité, de la sagesse et de la précognition.